# Idaea partita
Idaea partita là một loài bướm đêm trong họ Geometridae.